# ماریتا سورو
ماریتا سِـوِرو (پرتغالی برزیلی: Marieta Severo؛ زادهٔ ۲ نوامبر ۱۹۴۶) بازیگر اهل برزیل است.
از فیلم‌ها یا مجموعه‌های تلویزیونی که وی در آن‌ها نقش داشته‌است، می‌توان به پیمان ددمنشانه: قتل دانیلا پریس اشاره نمود.